# یواس‌ان‌اس آبزرویشن آیلند (تی-ای‌جی‌ام-۲۳)
یواس‌ان‌اس آبزرویشن آیلند (تی-ای‌جی‌ام-۲۳) (به انگلیسی: USNS Observation Island (T-AGM-23)) یک کشتی است که طول آن ۵۶۴ فوت (۱۷۲ متر) می‌باشد. این کشتی در سال ۱۹۵۳ ساخته شد.